# Lemniscomys macculus
Lemniscomys macculus is een knaagdier uit het geslacht Lemniscomys.

## Verspreiding
Deze soort komt voor in de savannes van Noordoost-Congo-Kinshasa, Zuid-Soedan, Ethiopië, Oeganda en Kenia.

## Verwantschap
Het karyotype bedraagt 2n=56, FN=60. Deze soort is nauw verwant aan de West-Afrikaanse L. bellieri; mogelijk vertegenwoordigen deze twee dezelfde soort.